# ビッグ・ピクチャー
『ビッグ・ピクチャー』（The Big Picture）は、1997年に発表されたエルトン・ジョンのアルバム。

## 解説
バラードを主体としたアルバム。ルチアーノ・パヴァロッティとデュエット・チャリティーシングルとしてリリースした「リヴ・ライク・ホーセズ」のソロ・バージョンなど。ロックらしい曲は最終曲「ウィキッド・ドリーム」のみである（「アイ・ノウ～」は日本のみのボーナストラック）。
この前年、友人のジャンニ・ヴェルサーチが死去したこともあってか、沈んだ穏やかなイメージを受けるアルバムである。また彼の葬儀で泣きじゃくるエルトンを慰めたのは、疎遠になっていた旧友ダイアナ元皇太子妃だった（エルトンはたびたび、舌禍により友人と仲違いしている）。親交を取り戻したばかりのダイアナはこの年、事故死した。葬儀での追悼歌は、当初パヴァロッティに依頼されたが辞退され、エルトンが引き受けた。「風の中の火のように」の歌詞を書き換えた「キャンドル・イン・ザ・ウインド1997」は世界で最も売れたシングルとなった。カップリングはこのアルバムからのシングル「ユー・ルック・トゥナイト」。
シングルとなった「ユー・ルック～」「リカヴァー～」のPVの一部が収録されたCD EXTRA版も翌年発売された。紫のフィルムがジャケットに同梱されたもの。

## 収録曲
1. ロング・ウェイ・フロム・ハピネス - "Long Way From Happiness"
2. リヴ・ライク・ホーセズ - "Live Like Horses"
3. ジ・エンド・ウィル・カム - "The End Will Come"
4. イフ・ザ・リヴァー・キャン・ベンド - "If The River Can Bend"
5. ラヴズ・ゴット・ア・ロット - "Love’s Got A Lot To Answer For"
6. ユー・ルック・トゥナイト - "Something About The Way You Look Tonight"
7. ビッグ・ピクチャー - "The Big Picture"
8. リカヴァー・ユア・ソウル - "Recover Your Soul"
9. ジャニュアリー - "January"
10. キャント・スティアー・マイ・ハート - "I Can’t Steer My Heart Clear Of You"
11. ウィキッド・ドリーム - "Wicked Dreams"
12. アイ・ノウ・ホワイ・アイム・イン・ラヴ - "I Know Why I'm In Love"

- 作詞　バーニー・トーピン
- 作曲　エルトン・ジョン

## 参加ミュージシャン
- エルトン・ジョン - Vocal, Piano, Organ
- デイビー・ジョンストン - Guitars
- ジョン・ジョーゲンソン - Guitars
- ボブ・バーチェ - Bass
- ガイ・バビロン - Keyboards, Strings Arrangement
- チャーリー・モルガン - Drums, Percussion

- ポール・キャラック - Organ：6曲目
- マシュー・ボーン - Keyboards,Percussion：10曲目
- ポール・クラヴィス (Paul Clarvis) - Tablas：8曲目
- キャロル・ケニオン - Backing Vocal：1,6,8曲目
- ジャッキー・ラウェ (Jackie Rawe) - Backing Vocal：6,8曲目
- イースト・ロンドン・ゴスペル・クワイア - Choirs：4曲目
- エンジェル・ボイス・コーラス - Choirs：2曲目
- アン・ダドリー (Anne Dudley) - Strings Arrangement, Conductor

## 製作
- クリス・トーマス - Producer
- ピート・ルイス (Pete Lewis) - Engineer
- アンディ・グリーン (Andy Green)&ジェイ・レイノルズ (Jay Reynolds) - Assistant Engineer
- ジョン・リード - Management
- リック・レコート (Rick Lecoat) - Design
- ジュリアン・シュナベル (Julian Schnabel) - Paintings, Still Life Phot
- マリオ・テスティノ (Mario Testino) - Portrait Phot